# Club Deportivo San Juan Huracán
El San Juan Huracán es un club de fútbol que juega en la Liga de Ascenso de Honduras. Fue fundado en 1965, en Quimistán, Santa Bárbara, Honduras
Fue fundado en octubre de 1965 por Don Abelardo Castillo en las oficinas de la municipalidad de Quimistán

## Historia
Fue fundado en 1965 en Quimistán y juega en el Estadio Domingo Ortega.
Durante los años 80, el club obtuvo su primer ascenso a la Segunda División De Honduras, en esa década sobresalieron Futbolistas como Javier Toledo ex Marathón, Mauro Pacheco También Del Marathón y Matilde Alfaro ex Olimpia. Luego De algunas campañas en segunda regresaron a la 3.ª división de Honduras o Liga Mayor, específicamente la Liga Mayor Juan De Dios Paredes, liga Mayor De Quimistán.
En 2018, San Juan, Regresa A La Liga De Ascenso.

## Estadio
Hace de local en el Estadio Domingo Ortega con capacidad de 2,000 espectadores.

## Escudo
Su escudo consta en un triángulo invertido con sus bordes de color amarillo y negro y su centro rayas verticales verdes y blancas. En su centeo se encuentra un Balón de Fútbol y la cabeza de una iguana.
En la parte de arriba la leyenda C.D. San Juan.

## Datos del Club
- Temporadas en Liga Nacional: 0
- Temporadas en Liga de Ascenso: 15 (1980-1989), (2018-2024)
- Temporadas en Liga Mayor: 44 (1965-1980) (1989-2018)
- Estadio: Estadio Domingo Ortega
- Títulos de Liga de Ascenso: 1 (Subcampeón Apertura 2018)
- Fecha de fundación: 4 de julio de 1965

## Palmarés

### Títulos nacionales
- Sub-Campeones de la Liga de Ascenso de Honduras: 1

Apertura 2018.

## Uniforme
- Uniforme Titular: Camisa blanca con rayas verticales verdes, calzoneta blanca y medias blancas.
- Uniforme Alternativo: Camisa naranja, calzoneta naranja y medias negras.

### Indumentaria y Patrocinadores
| Período         | Proveedor |
| --------------- | --------- |
| 2018 - 2023     | Huriver   |
| 2023 - Presente | Gocas     |

| Período         | Patrocinador                                                               |
| --------------- | -------------------------------------------------------------------------- |
| 2018 - 2018     | Constructora Pineda España Mafer Boniche The Snooty Fox                    |
| 2018 - 2019     | Print Art Mafer Boniche The Snooty Fox                                     |
| 2019 - 2021     | Municipalidad de Quimistán Multicable de Honduras Deporade Farmacias Simán |
| 2021 - 2022     | Constructora Pineda España DJ Jade Multicable de Honduras                  |
| 2022 - 2023     | Coca-Cola Transportes Alegría Elektra                                      |
| 2023 - 2024     | Inversiones Bustamante Transportes Alegría                                 |
| 2024 - Presente | Paseo Valle Transportes Alegría The Parlour                                |

## Apodos

### Los Garrobos
Este apodo se debe a que su mascota es una iguana, conocida como Garrobo en el Occidente.

### Los de Quimistán
Se debe a que son de esta ciudad.

## Rivalidades

### Clásico Patepluma
Juega el Clásico Patepluma o Santabarbarense con el Real Juventud de Santa Bárbara, la cabecera del departamento.

### Clásico de los San Juanes
Este lo juega con el San Juan Avispón de Gualjoco, se debe a sus parecidos en nombre y colores.

## Afición
Su Afición es alentadora y nunca deja a su equipo solo vaya a donde vaya.